# Once Upon a Nightwish
Once Upon a Nightwish: The Official Biography 1996 – 2006 é um livro biográfico escrito por Mape Ollila e lançado em 2006 na Finlândia pela editora Like Kustannus Oy. O livro conta a história dos dez primeiros anos da banda finlandesa de metal sinfônico Nightwish. O livro foi traduzido para a língua inglesa em 2007.
Ollila conta a história do Nightwish desde as primeiras ideias da banda em 1996 até o bombástico concerto na Hartwall Areena em Helsinque, no qual a vocalista Tarja Turunen foi demitida através de uma carta aberta da banda. O livro é baseado nas próprias experiências de Ollila com a banda, bem como entrevistas exclusivas com os membros, suas famílias e amigos.

## Ação judicial
Em novembro de 2009, o empresário argentino e marido de Tarja, Marcelo Cabuli, abriu um processo judicial contra Ollila e a editora Like Kustannus Oy por calúnia.
Em 12 de dezembro de 2011, o Tribunal do Distrito de Helsinque rejeitou as acusações de difamação em relação ao conteúdo do livro. O Tribunal decidiu que o livro não afeta negativamente o trabalho de Cabuli ou sua reputação na América do Sul. Além disso, o Tribunal determinou que "Ollila não retrata Marcelo Cabuli de forma maliciosa". Como escritor, Ollila tinha o direito de relatar o que as pessoas familiarizadas com o Nightwish disseram em entrevistas, disse o Tribunal.